# Apodemus sylvaticus hirtensis
El ratón de campo de San Kilda (Apodemus sylvaticus hirtensis) es una subespecie del ratón de campo, endémico de las islas escocesas de San Kilda. Suele pesar el doble que el ratón de campo común y tiene pelo y cola más largos. Tiene una coloración grisácea y, aunque es difícil de encontrar, es muy común en su hábitat.
No debe confundirse con el ratón doméstico de San Kilda, el cual se encuentra extinguido.